# Liste der Biografien/Shao
Liste der Biografien |
Portal Biografien |
Personensuche
# |
A |
B |
C |
D |
E |
F |
G |
H |
I |
J |
K |
L |
M |
N |
O |
P |
Q |
R |
S |
T |
U |
V |
W |
X |
Y |
Z |
?
 
Sa |
Sb |
Sc |
Sd |
Se |
Sf |
Sg |
Sh |
Si |
Sj |
Sk |
Sl |
Sm |
Sn |
So |
Sp |
Sq |
Sr |
Ss |
St |
Su |
Sv |
Sw |
Sy |
Sz
 
Sha |
Shc |
She |
Shh |
Shi |
Shk |
Shl |
Shm |
Shn |
Sho |
Shp |
Shr |
Sht |
Shu |
Shv |
Shw |
Shy
 
Shaa |
Shab |
Shac |
Shad |
Shae |
Shaf |
Shag |
Shah |
Shai |
Shaj |
Shak |
Shal |
Sham |
Shan |
Shao |
Shap |
Shaq |
Shar |
Shas |
Shat |
Shau |
Shav |
Shaw |
Shax |
Shay |
Shaz
Die Liste der Biografien führt alle Personen auf, die in der deutschsprachigen Wikipedia einen Artikel haben. Dieses ist eine Teilliste mit 12 Einträgen von Personen, deren Namen mit den Buchstaben „Shao“ beginnt.

## Shao
- Shao Jiayi (* 1980), chinesischer FußballspielerShao Jiayi (* 1980)

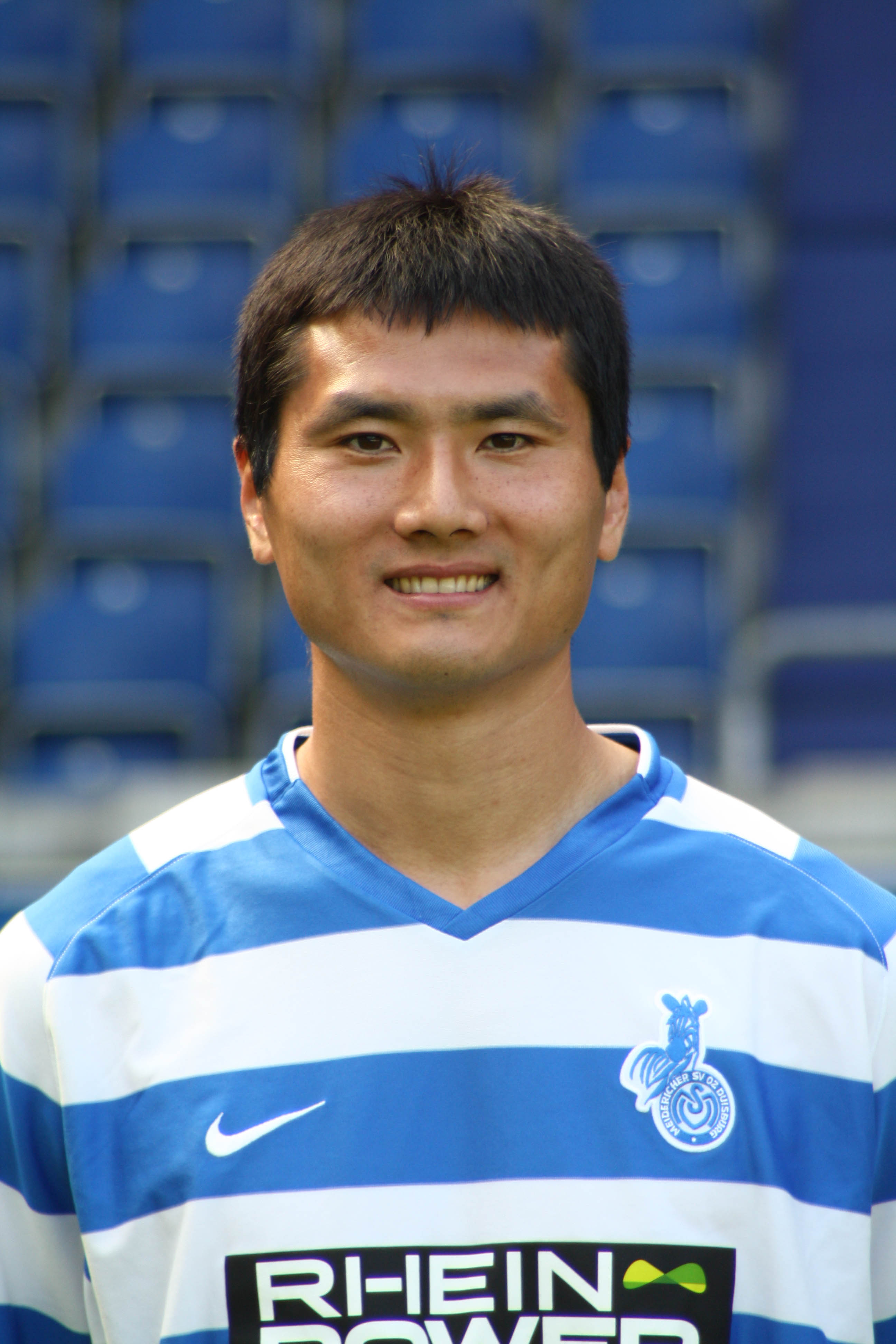
Shao Jiayi (* 1980)

- Shao Kang, sechster König der halblegendären Xia-Dynastie
- Shao Yong (1011–1077), chinesischer Philosoph, Dichter, Kosmologe und Historiker der Song-Dynastie
- Shao, Augustine Ndeliakyama (* 1951), tansanischer Priester, Bischof von Sansibar
- Shao, Birun (* 2003), chinesische Skispringerin
- Shao, Jieni (* 1994), portugiesische Tischtennisspielerin
- Shao, Ning (* 1982), chinesischer Judoka
- Shao, Qi (* 2001), chinesische Freestyle-Skisportlerin
- Shao, Qihui (* 1934), chinesischer Politiker (Volksrepublik China)
- Shao, Yuqi (* 2002), chinesische Hochspringerin
- Shao, Ziqin (* 2003), chinesische Fußballspielerin

### Shaon
- Shaon, Meher Afroz (* 1981), bangladeschische Filmschauspielerin, Regisseurin und Sängerin